# Hvalsey
Hvalsey (del nórdico antiguo: isla de las ballenas; en idioma groenlandés: Qaqortukulooq) es un emplazamiento insular al sur de Groenlandia, entre Narsaq y Qaqortoq, donde se ubica el más grande y mejor preservado yacimiento arqueológico del Asentamiento Oriental (Eystribyggð), una de las plazas coloniales que los vikingos fundaron en el siglo X.

## Historia
Según Landnámabók (el libro de los asentamientos), en Hvalsey se fundó la hacienda de Thorkel Farserk, primo de Erik el Rojo, a finales del siglo X y conocida como Þjóðhildarstaðir.
En el yacimiento se encuentran las ruinas de la iglesia de Hvalsey, que fue construida a principios del siglo XII, y otras 14 casas cercanas.

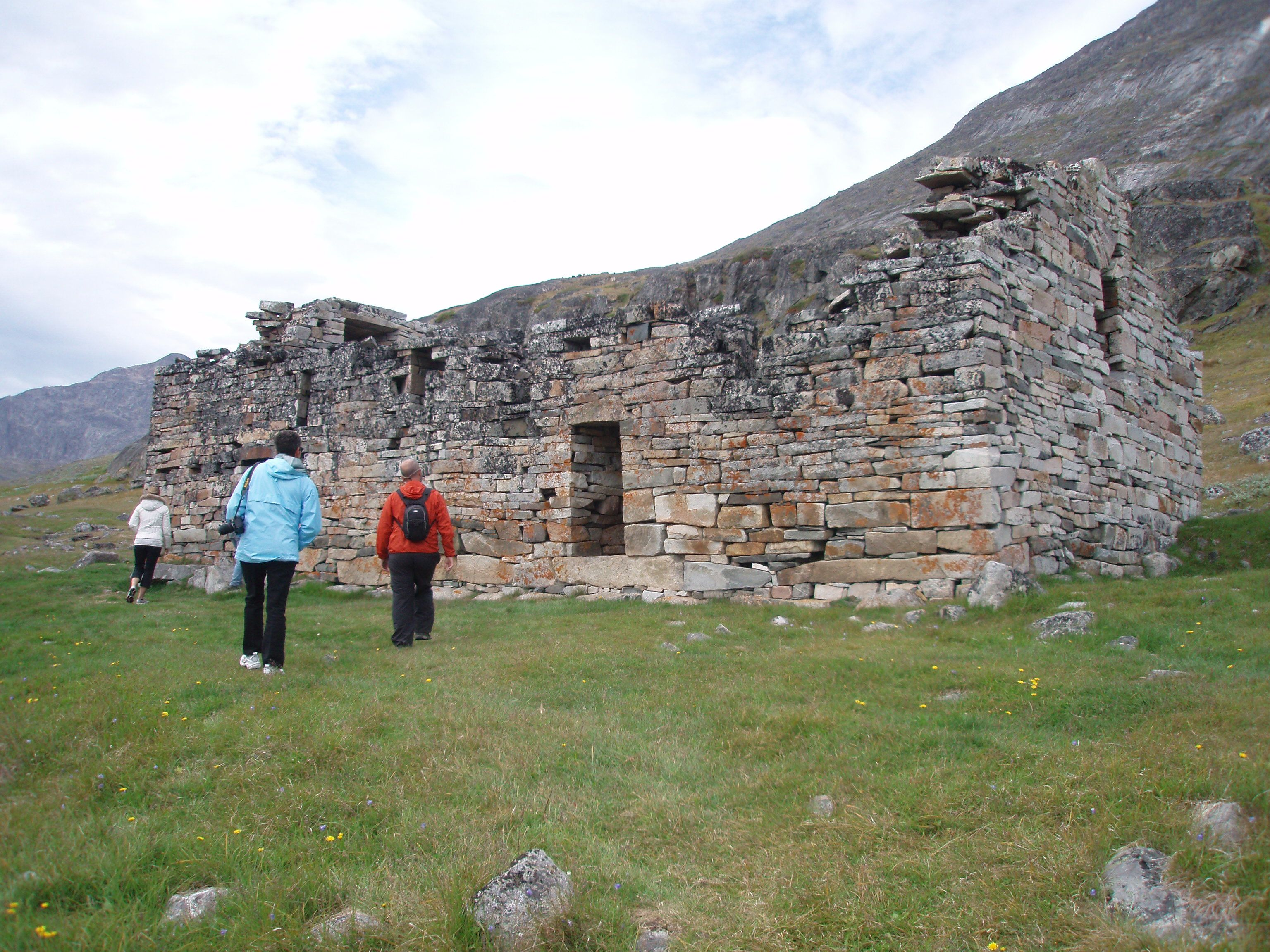
Ruinas de la Iglesia de Hvalsey.